# Бузон Желнав
Бузон Желнав (фр. Bouzon-Gellenave) насеље је и општина у јужној Француској у региону Миди Пирене, у департману Жерс која припада префектури Миранд.
По подацима из 2011. године у општини је живело 193 становника, а густина насељености је износила 18,76 становника/km². Општина се простире на површини од 10,29 km². Налази се на средњој надморској висини од 150 метара (максималној 200 m, а минималној 101 m).

## Демографија
| 1962. | 1968. | 1975. | 1982. | 1990. | 1999. | 2011. |
| ----- | ----- | ----- | ----- | ----- | ----- | ----- |
| 167   | 190   | 175   | 181   | 176   | 167   | 193   |

График промене броја становника у току последњих година